# Cutie Queen VOL. 1
Cutie Queen VOL.1 (キューティー クイーン VOL.1 Kyūtī kuīn VOL. 1?, Reina Linda VOL.1) es el primer álbum de ℃-ute lanzado el 25 de octubre de 2006. El álbum fue lanzado en ediciones limitadas y regulares. El lanzamiento de edición limitada del álbum incluyó un DVD adicional. El álbum alcanzó el puesto número 15 en las listas semanales de Oricon y vendió 15,752 copias. 

## Lista de canciones

### CD
| N.º | Título                                                                                    | Duración |  |
| 1.  | «Massara Blue Jeans»                                                                      |          |  |
| 2.  | «Wakkyanai (Z)»                                                                           |          |  |
| 3.  | «Soku Dakishimete»                                                                        |          |  |
| 4.  | «Ooki na Ai de Motenashite»                                                               |          |  |
| 5.  | «Time Capsule (タイムカプセル; Cápsula del tiempo)»                                       |          |  |
| 6.  | «EVERYDAY YEAH! Kataomoi (EVERYDAY YEAH! 片想い; Todos los dias si!)»                     |          |  |
| 7.  | «As ONE (Como Uno)»                                                                       |          |  |
| 8.  | «YES! Shiawase (¡SI! Feliz) (Taiyo to Ciscomoon cover)»                                   |          |  |
| 9.  | «ENDLESS LOVE ~I Love You More~ (AMOR SIN FIN ~ Te Amo Más ~) (Taiyo to Ciscomoon cover)» |          |  |

### Edición Limitada (DVD)
| N.º | Título | Duración |  |
| 1.  | «EVERYDAY YEAH! Kataomoi (EVERYDAY YEAH! 片想い) Actuación del Cutie Circuit 2006 Final in YOMIURI LAND EAST LIVE ~September 10 is ℃-ute's Day~» |          |  |
| 2.  | «SPOT» |          |  |
| 3.  | «Wakkyanai (Z) (SPECIAL EDITION)» |          |  |

## Miembros presentes
- Erika Umeda
- Maimi Yajima
- Megumi Murakami (Único álbum)
- Saki Nakajima
- Airi Suzuki
- Chisato Okai
- Mai Hagiwara
- Kanna Arihara